# Umami
Umami er – sammen med surt, sødt, salt og bittert – en af de fem grundsmage, som menneskets smagssans kan registrere.
Ordet kommer fra japansk, og både betegnelsen og begrebet er relativt nyt i madlitteraturen.
Umami betyder velsmag på japansk. Begrebet umami blev første gang beskrevet i 1908 af den japanske forsker Kikunae Ikeda om en tangsuppes smag.
Opfattelsen af umamismagen skyldes, at smagsløgene registrerer carboxylatanionen fra glutaminsyre, en naturligt forekommende aminosyre i kød, ost, supper og andre proteinholdige fødevarer.
Salte af glutaminsyrer hydrolyserer nemt og giver samme smag, hvorfor de ofte benyttes som smagsforstærkere. Det mest kendte af disse salte er mononatriumglutamat, også kendt som det tredje krydderi.
Blandt fødevarer indeholder bl.a. tomater (især soltørrede), sildefisk, soyasauce, svampe, tang og flere andre umamismagen.
"mononatrium-g l u t a m a t" hedder retteligen "mononatrium-g l u t a m i n a t"